# Du skal angre
Du skal angre er en dansk stumfilm fra 1914 med manuskript af Aage Holm.

## Handling
Denne artikel mangler et handlingsreferat. Hjælp os med at skrive det.

## Medvirkende
- Lauritz Hansen - Vilhelm Schannong, komponist
- Helga Hansen - Maria, komponistens kone
- Jon Iversen - Poul, komponistens søn
- Anna Müller - Alice
- Edmund Petersen - Reinhold, læge